# Contea di Drenthe
La contea di Drenthe (in olandese Landschap Drenthe) è stata una signoria storica all'interno del Sacro Romano Impero. Nasce nel 1528 come divisione del Principato vescovile di Utrecht tra la stessa contea, la signoria di Overijssel e la signoria di Utrecht in seguito alla conquista di Carlo V d'Asburgo del Principato durante le guerre di Gheldria.
Con l'atto di abiura del 1581, Filippo II di Spagna dovette concedere l'autonomia alla Repubblica delle Sette Province Unite e la contea di Drenthe, che ne faceva parte in qualità di paese, cessò di esistere come stato autonomo. Da allora la contea di Drenthe fu governata da uno Statolder nominato dagli Stati Generali della Repubblica.
La contea di Drenthe, nonostante avesse sostenuto l'Unione di Utrecht e fosse entrata a pieno titolo nella Repubblica delle Sette Province Unite sin dalla sua costituzione e fosse di fatto l'ottava provincia della repubblica, non fu mai elevata a rango di provincia e non ebbe mai diritto di voto agli Stati Generali. Ciò fu dovuto al fatto che la contea, scarsamente popolata ed estremamente povera, fu esonerata dal pagamento delle tasse venendo così privata della rappresentanza. Lo Statolder della contea di Drenthe fu sempre lo stesso della signoria di Overijssel.
Formalmente la contea di Drenthe continuò ad esistere fino al 1795, quando con la rivoluzione batava la Repubblica delle Sette Province Unite, rimpiazzata dalla Repubblica Batava, cessò di esistere.